# Цирконийдирений
Цирконийдирений — бинарное неорганическое соединение
рения и циркония
с формулой Re2Zr,
кристаллы.

## Получение
- Сплавление стехиометрических количеств чистых веществ:

{\displaystyle {\mathsf {2Re+Zr\ {\xrightarrow {2450^{o}C}}\ Re_{2}Zr}}}

## Физические свойства
Цирконийдирений образует кристаллы
гексагональной сингонии,
пространственная группа P 63/mmc,
параметры ячейки a = 0,527 нм, c = 0,8635 нм, Z = 4,
структура типа дицинкмагний MgZn2 (фаза Лавеса)
.
Соединение образуется по перитектической реакции при температуре 2450°C 
или конгруэнтно плавится при температуре 2897°C .